# Villa Passano
Villa Passano es una localidad uruguaya del departamento de Treinta y Tres.

## Ubicación
La localidad se encuentra situada en la zona sureste del departamento de Treinta y Tres, próximo a la desembocadura del río Olimar en el río Cebollatí, y en el extremo de uno de los tramos de la ruta 19. Dista 53 km de la capital departamental, Treinta y Tres.

## Población
De acuerdo con el censo de 2011, la localidad contaba con una población de 18 habitantes.
| 69            | 93 | 53 | 55 | 18 |
| (Fuente: INE) |    |    |    |    |